# Lozoya
Lozoya település Spanyolországban, Madrid tartományban. Lozoya Canencia, Pinilla del Valle, Torre Val de San Pedro, Navafría, Aldealengua de Pedraza, Navarredonda y San Mamés és Gargantilla del Lozoya y Pinilla de Buitrago községekkel határos. Lakosainak száma 617 fő (2024).

## Népesség
A település népessége az utóbbi években az alábbiak szerint változott:
| Lakosok száma | 459  | 539  | 632  | 652  | 635  | 591  | 559  | 581  | 602  | 617  |
|               | 2001 | 2004 | 2007 | 2009 | 2012 | 2014 | 2017 | 2019 | 2022 | 2024 |